# زولتان ألماسي
زولتان ألماسي Zoltán Almási لاعب شطرنج مجري يحمل لقب أستاذ كبير.
- ولد في 29 أغسطس 1976.
- فاز ببطولة المجر للشطرنج ثماني مرات أعوام 1995، 1997، 1999، 2000، 2003، 2006، 2008 و2009.
- شارك في أولمبياد الشطرنج 11 مرة متفرقة من عام 1994 إلى 2014.
- فاز بدورة ريجيو إميليا للشطرنج في إيطاليا عام 2008 محرزاً 5.5 من 8.
- تجاوز تصنيفه في نوفمبر 2009 حاجز 2700 نقطة.
- فاز ببطولة أوروبا للشرنج السريع عام 2010.
- فاز بدورة كابابلانكا التذكارية في عام 2013 محرزاً 6.5 نقطة من 10.

## وصلات خارجية
- زولتان ألماسي على موقع الاتحاد الدولي للشطرنج (الإنجليزية)
- زولتان ألماسي على موقع مباريات الشطرنج (الإنجليزية)
- زولتان ألماسي على موقع 365Chess.com (الإنجليزية)
- زولتان ألماسي على موقع Chesstempo.com (الإنجليزية)
- زولتان ألماسي سجل أولمبياد الشطرنج على موقع OlimpBase.org (الإنجليزية)